# 利馬
利馬是南美洲國家秘魯的首都，位於秘魯西海岸線的中央，西臨太平洋，與海港卡亞俄組成利馬都會區，是南美洲最大的都市之一，全國約有三分之一的人口居住在此地區。
當代，利馬被認為是該國最重要的政治、文化、金融和商業中心，城市的基礎於1535年1月18日由西班牙殖民者法蘭西斯克·皮澤洛所建，是秘魯的西班牙文化重地，著名的天主教建築還包括了16世紀的利馬主教座堂和国立圣马尔科斯大学。在1500年代和1600年代，秘魯是西班牙美洲殖民地僅次於波哥大和墨西哥城的經濟中心。

## 名稱來源
殖民者給利馬起名為Ciudad de los Reyes，意即王者之城，因該城奠基日在1月6日（主顯節期間）。不過，利馬（Lima）這個當地名字留傳下來，其來源成謎，有指它來自艾馬拉語的lima–limaq（意指黃花），也有指它來自克丘亞語的rimaq（說話），古讀音為IPA：['li-ma:]。現存最古老的西班牙文秘魯地圖，該城被同時標示為Lima和Ciudad de los Reyes。
在清末，利馬有很多來自中國和日本的東亞移民。這些移民有些把本地叫作「黑鬼埠」。

## 歷史

### 西班牙殖民

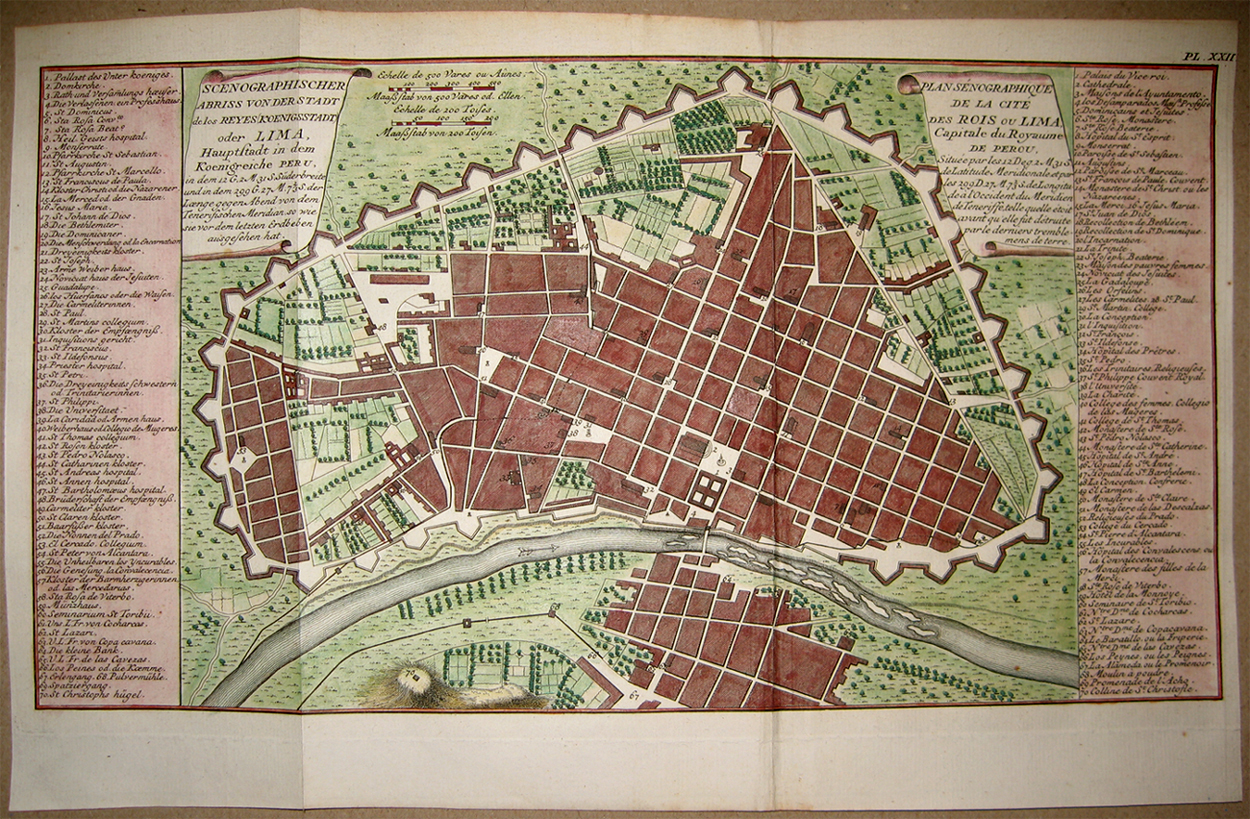
1750年的利馬古城。

1534年，經過數年準備和作戰後，西班牙帝國征服了印加帝國，殖民者法蘭西斯克·皮澤洛入侵了庫斯科後建立了秘鲁总督区，並藉以拓展帝國的殖民地，逐步的消滅印加帝國的殘存勢力，1535年，皮澤洛認為庫斯科離海太遠，又位在深山中，不適合做為新殖民地的首府。於是在1月15日他選擇了沿海的利馬做為新卡斯提爾的首府，因此利馬又被稱為「諸王之城」（Ciudad de los Reyes）。 
在17世紀，利馬作為總督駐地，及殖民地的行政、宗教和文化中心而蓬勃發展，為了保護城市免受海盜的襲擊，因此在1684和1687年之間，作為城市擴張計劃和新大道建設的一部分而建造了秘魯城牆，然而在1687年的地震中，利馬大部分的建築物遭到破壞，地震標誌著利馬歷史上的一個轉折點，因為它恰逢在貿易衰退的關鍵期和與布宜諾斯艾利斯等城市日益激烈的經濟競爭。
1746年，利馬再度面臨另一場強烈的地震，此次災情不僅對利馬市中心造成毀滅性的衝擊，連帶摧毀了卡亞俄港，迫使總督何塞·安東尼奧·曼索·德·維拉斯科（西班牙語：José Antonio Manso de Velasco）立刻進行了大規模的重建工作。在18 世紀下半葉，啟蒙時代的到來也塑造利馬的新發展，在此期間，利馬受到波旁改革的不利影響，失去了對海外貿易的壟斷和對上秘魯礦區的控制。伴隨著經濟衰退使其城市的貴族更加依賴於皇室和教會，因此不願提倡獨立運動。
1820年，拉丁美洲独立战争期間，由獨立戰爭領袖之一的何塞·德·聖馬丁（José de San Martín）將軍率領的阿根廷和智利解放秘魯軍曾在利馬以南處登陸，但並沒有襲擊利馬。然而面對海上封鎖和陸上游擊隊的行動，最終在1821年7月，西班牙總督何塞·德拉塞爾納·伊諾霍薩（José de la Serna e Hinojosa）撤離首都率殖民軍逃往東部山區，由於害怕民眾起義和缺乏秩序，因此市議會邀請聖馬丁進入利馬，並應他的要求籤署了《獨立宣言》，聖馬丁因此於1821年7月28日在利馬宣告秘魯獨立，不過戰爭並沒有結束；在接下來的兩年中，利馬曾數次被西班牙帝國奪回，但很快便被解放秘魯軍易手。

### 獨立後
獨立後，利馬成為秘魯共和國的首都，然而面對經濟停滯和政治動盪導致城市發展停滯。這種蕭條在1850年代時結束，當時因因易得和富含氮、磷元素的海鳥糞，成為各西方國家相爭奪的重要戰略資源，因此經濟增長也導致城市的快速發展，然而也拉大了貧富差距，助長了社會動盪。在硝石戰爭期間，智利軍隊曾佔領了利馬，並洗劫了當地的公共博物館、圖書館和教育機構。從1890 年代到1920年代，這利馬經歷完全現代化的都市更新和擴張計畫。在此期間，原先縱橫交錯的小巷被改建成與鄰近城鎮連接起來的寬闊大道，更改變了當前利馬的佈局。
1940年5月24日，一場規模8.2的強震再度摧毀這座城市的大部分地區，當時城市的居民建築主要由土坯和昆查（quincha）所建造，在此後數十年，利馬開始安第斯地區移民的快速增長時期，居住在鄉村地區的居民紛紛來到利馬尋求工作和教育的機會。1940年的人口估計為60萬人，到了1960年則達到190萬人，到1980年更達到480萬的龐大規模。城市也開始擴建成為當代的規模。
1996年12月17日，利馬發生日本駐秘魯大使館人質危機事件，而成為國際焦點。此事件僵持了126天，在恐怖分子先後釋放了300餘名人質後，政府部隊最後於1997年4月22日成功救出了71名人質（有一位人質在大腿中了流彈之後，死於心臟病發作），並擊斃了16個遊擊隊成員，近年，利馬則要面對人民貧富差距、空氣與環境污染、及貧民窟等社會議題。

## 人口
近年來利馬人口增加快速，1995年統計人口約有612萬人，2000年時達750萬人，根據2020年的統計資料顯示，共有9,751,717人居住在利馬。就城市範圍內的人口而言為南美洲第二大城市，僅次於巴西聖保羅。
利馬的人口以種族和族裔群體的複雜組合為特徵。其中具有美洲印第安人和歐洲血統的麥士蒂索人為最大的族群。歐洲秘魯人是第二大群體。許多民眾具有西班牙、意大利或德國的血統，少數人則擁有法國、英國或克羅地亞血統，利馬的少數民族包括印第安人（主要是艾馬拉人和蓋丘亞人）、非洲裔秘魯人，他們的祖先最初曾作為奴隸被帶到該地區。此外還有歐洲血統的猶太人和中東人。
利馬的亞洲社區主要由華人（粵語）和日本人組成，他們的祖先大多出現在 19 世紀和 20 世紀初。迄今這座城市擁有拉丁美洲最大的華人僑民。
利馬有座高三公尺、長十公里的「恥辱圍牆」（Wall of Shame），將貧民窟和富人區給隔開；「恥辱圍牆」普遍被認為是當地人歧視窮人的表現，但生活在富人區的人，有些人認為城市到處都是用以隔開自己和他人的牆，因此用牆隔開窮人，不算是種歧視。

## 地理

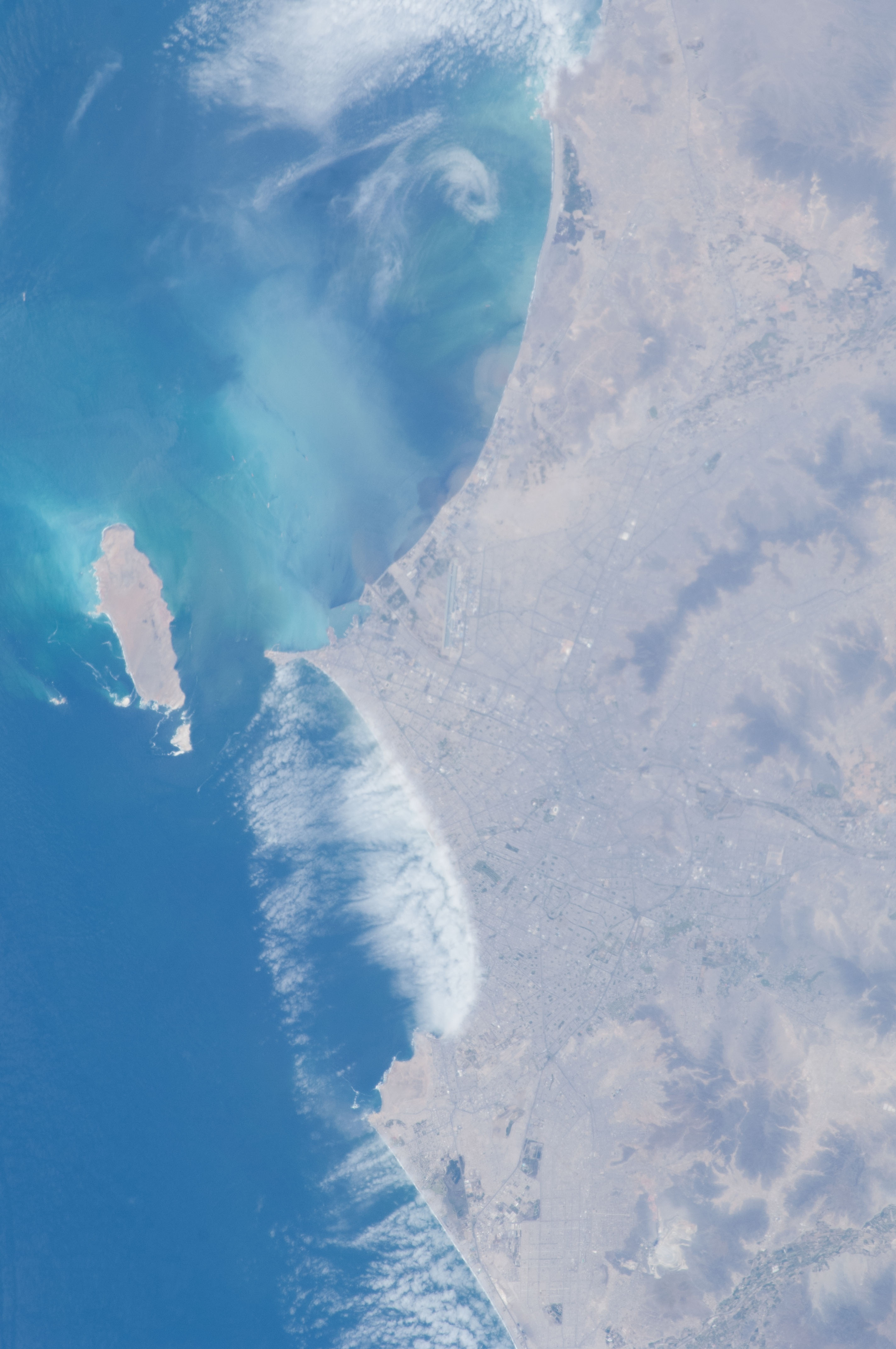
從國際太空站拍攝的利馬

利馬總面積為800平方公里。位於秘魯沿海平原的大部分平坦地形上，這座城市從太平洋沿岸緩緩傾斜，到進入海拔高達1,550（5,090英尺）的山谷和山坡中。在城市的周圍則有與山脈不相連的孤立山丘。
利馬大都會佔地2672.28平方公里，其中825.88平方公里包括市中心和1846.40平方公里的市郊，市區則從北向南延伸約60公里（37 英里），從西向東延伸約30公里。市中心位於內陸15公里的里馬克河岸邊，里馬克河是該市的重要資源，因為它為居民提供飲用水，並為該地區供電的水電站大壩提供燃料，利馬都會區是認為美洲十大都會區之一。也是世界第三大沙漠城市，僅次於巴基斯坦的卡拉奇和埃及的開羅。

### 氣候
夏天溫度很少超過29度，冬天則很少低於12度。與開羅並列為世界上雨量最少的首都。雖然緯度低，但受到秘魯涼流影響並不酷熱，易起霧少雨，與其他熱帶沙漠氣候的城市十分不同。
| 利马                      | 利马        | 利马        | 利马        | 利马        | 利马        | 利马        | 利马        | 利马        | 利马        | 利马        | 利马        | 利马        | 利马        |
| 月份                      | 1月         | 2月         | 3月         | 4月         | 5月         | 6月         | 7月         | 8月         | 9月         | 10月        | 11月        | 12月        | 全年        |
| ------------------------- | ----------- | ----------- | ----------- | ----------- | ----------- | ----------- | ----------- | ----------- | ----------- | ----------- | ----------- | ----------- | ----------- |
| 平均高温 °C（°F）         | 25.8 (78.4) | 26.5 (79.7) | 26.0 (78.8) | 24.3 (75.7) | 21.7 (71.1) | 19.7 (67.5) | 18.7 (65.7) | 18.4 (65.1) | 18.7 (65.7) | 19.9 (67.8) | 21.9 (71.4) | 23.9 (75.0) | 22.1 (71.8) |
| 日均气温 °C（°F）         | 22.5 (72.5) | 23 (73)     | 22.6 (72.7) | 21 (70)     | 18.9 (66.0) | 17.5 (63.5) | 16.9 (62.4) | 16.5 (61.7) | 16.7 (62.1) | 17.6 (63.7) | 19.2 (66.6) | 20.8 (69.4) | 19.4 (66.9) |
| 平均低温 °C（°F）         | 19.1 (66.4) | 19.4 (66.9) | 19.2 (66.6) | 17.6 (63.7) | 16.1 (61.0) | 15.3 (59.5) | 15.0 (59.0) | 14.6 (58.3) | 14.6 (58.3) | 15.2 (59.4) | 16.4 (61.5) | 17.7 (63.9) | 16.7 (62.1) |
| 平均降水量 mm（）         | 0.9 (0.04)  | 0.3 (0.01)  | 4.9 (0.19)  | 0.0 (0.0)   | 0.1 (0.00)  | 0.3 (0.01)  | 0.3 (0.01)  | 0.3 (0.01)  | 5.4 (0.21)  | 0.2 (0.01)  | 0.0 (0.0)   | 0.3 (0.01)  | 13.0 (0.51) |
| 平均相對濕度（％）        | 81.6        | 82.1        | 82.7        | 85.0        | 85.1        | 85.1        | 84.8        | 84.8        | 85.5        | 83.5        | 82.1        | 81.5        | 82.8        |
| 月均日照時數              | 179.1       | 169.0       | 139.2       | 184.0       | 116.4       | 50.6        | 28.6        | 32.3        | 37.3        | 65.3        | 89.0        | 139.2       | 1,230       |
| 来源1：联合国世界气象组织 |             |             |             |             |             |             |             |             |             |             |             |             |             |
| 来源2：日照与湿度         |             |             |             |             |             |             |             |             |             |             |             |             |             |

## 政府

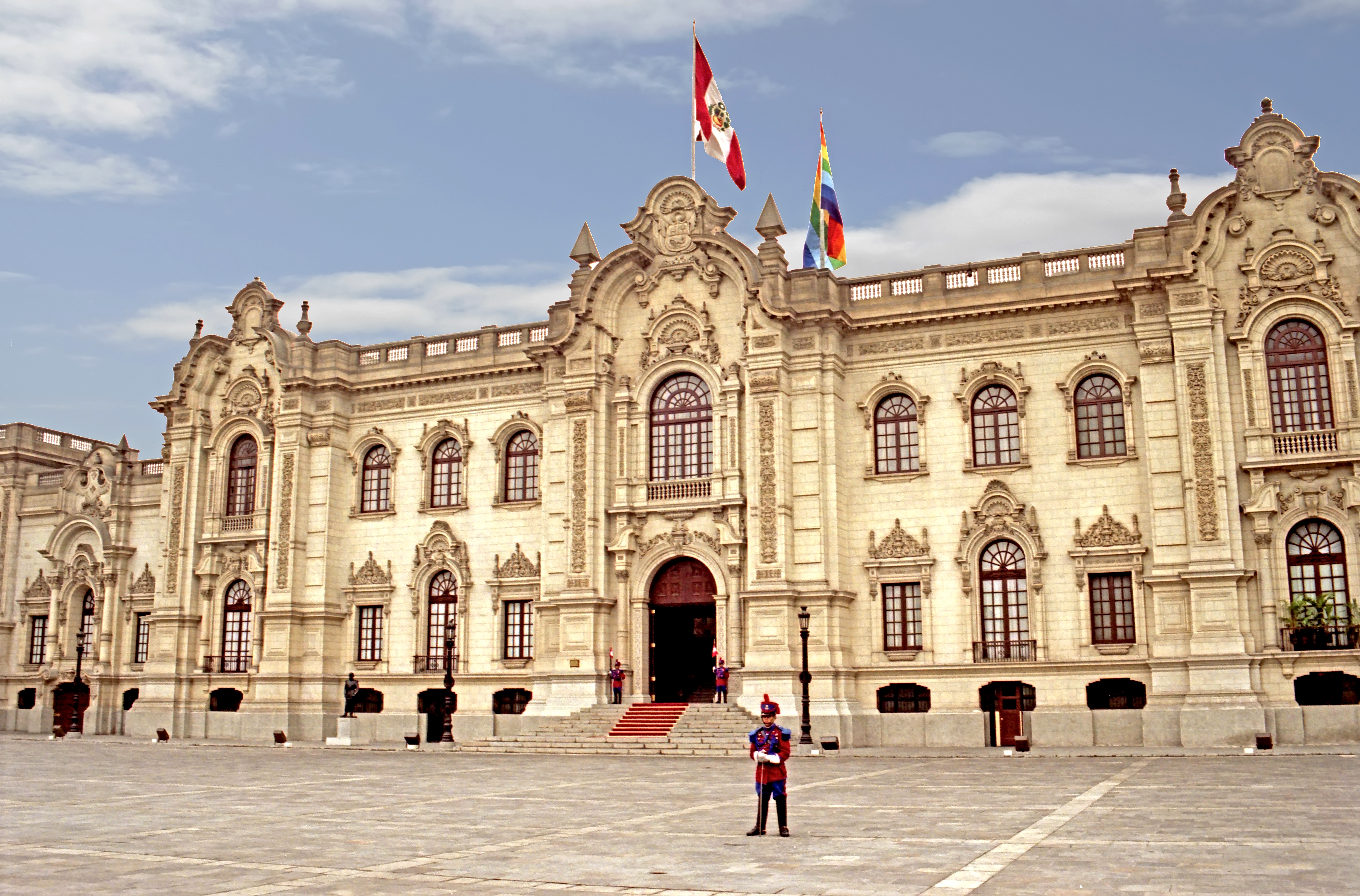
政府宮，為秘魯政府總部所在地。

### 國家政府
利馬為秘魯共和國的首都。因此不但是秘魯最重要的政經中樞，同時也是政府三個分支機構的所在地。行政部門的總部設於政府宮，坐落在武器广场北側，立法部門設在立法宮，也是秘魯國會的所在地，司法部門與秘魯最高法院、秘魯高等法院也設置在司法宮。

### 市政府
利馬為利馬省的首府，於1821年建省，2002年脫離利馬大區，並下分43區，其中13區並不屬利馬市，而每個區都有自己的地方政府。與該國其他地區不同，利馬省政府雖然是一個省直轄市，但其作用和職能類似於地區政府，43個區為自治市，負責自己的地區並與利馬都會區進行協調的職務。與該國其他地區不同，根據第 65 條，都會區具有區域政府職能，不屬於任何行政區域。

### 國際組織
利馬是安第斯共同體總部的所在地，該共同體是由南美國家玻利維亞、哥倫比亞、厄瓜多爾和秘魯組成的關稅同盟。

## 經濟

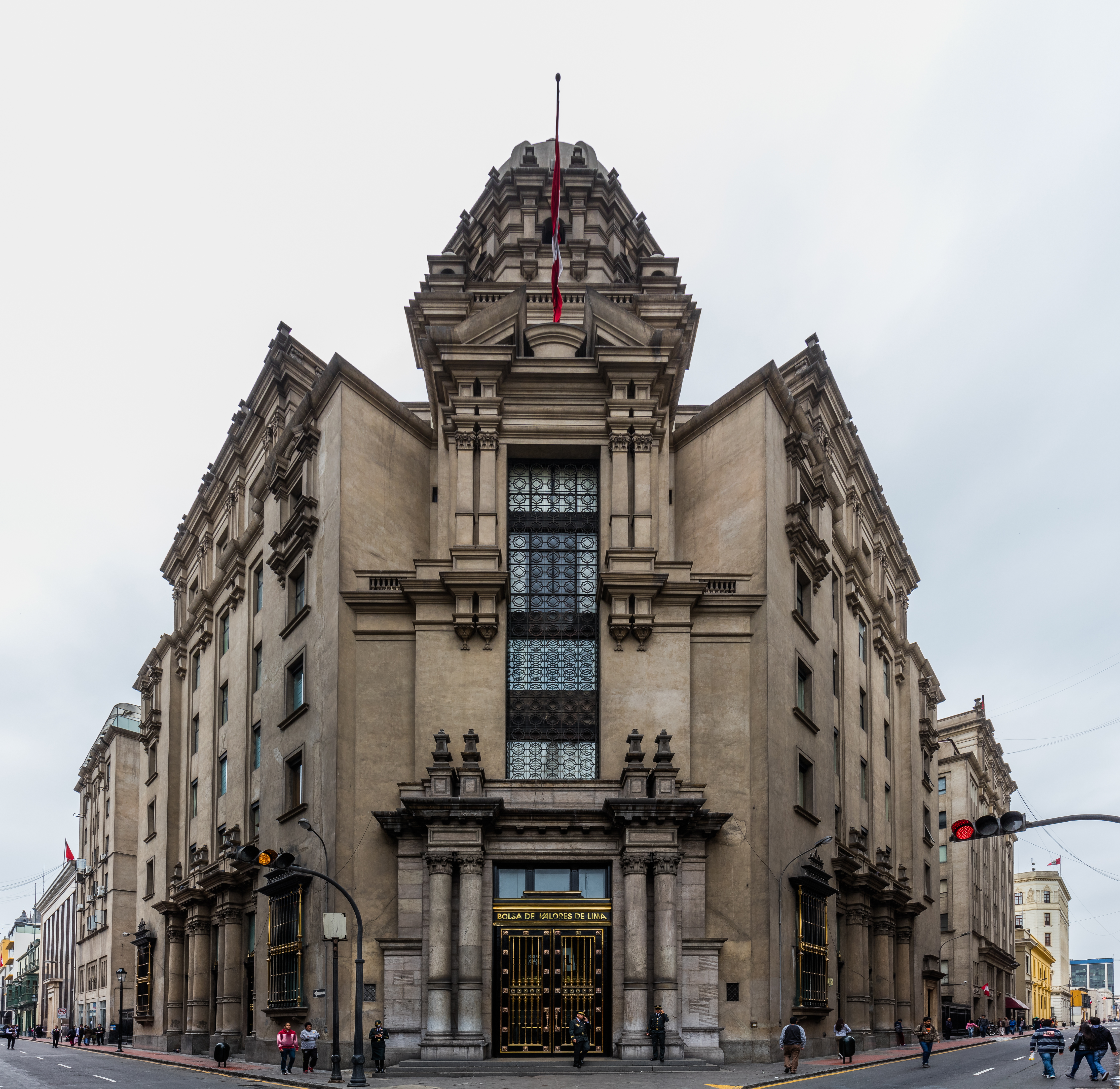
利馬證券交易所大樓

利馬是秘魯的工業和金融中心、拉丁美洲最重要的金融中心之一，同時也是許多國家公司和酒店的所在地。它佔秘魯工業生產的三分之二以上和大部分第三產業。
在都會區西側共設立約大部分工業活動發生在城市西部，延伸至主要機場豪爾赫·查維茲國際機場。此外利馬擁有南美洲最大的出口產業，是貨運業的區域中心，主要出口貨物為石油、鋼、銀、鋅、棉花、糖和咖啡，位於利馬西側的卡亞俄港是南美洲主要的商業港口之一，佔地超過 47 公頃（120 英畝），2007 年運送貨物達到2070萬公噸。

## 社會與文化

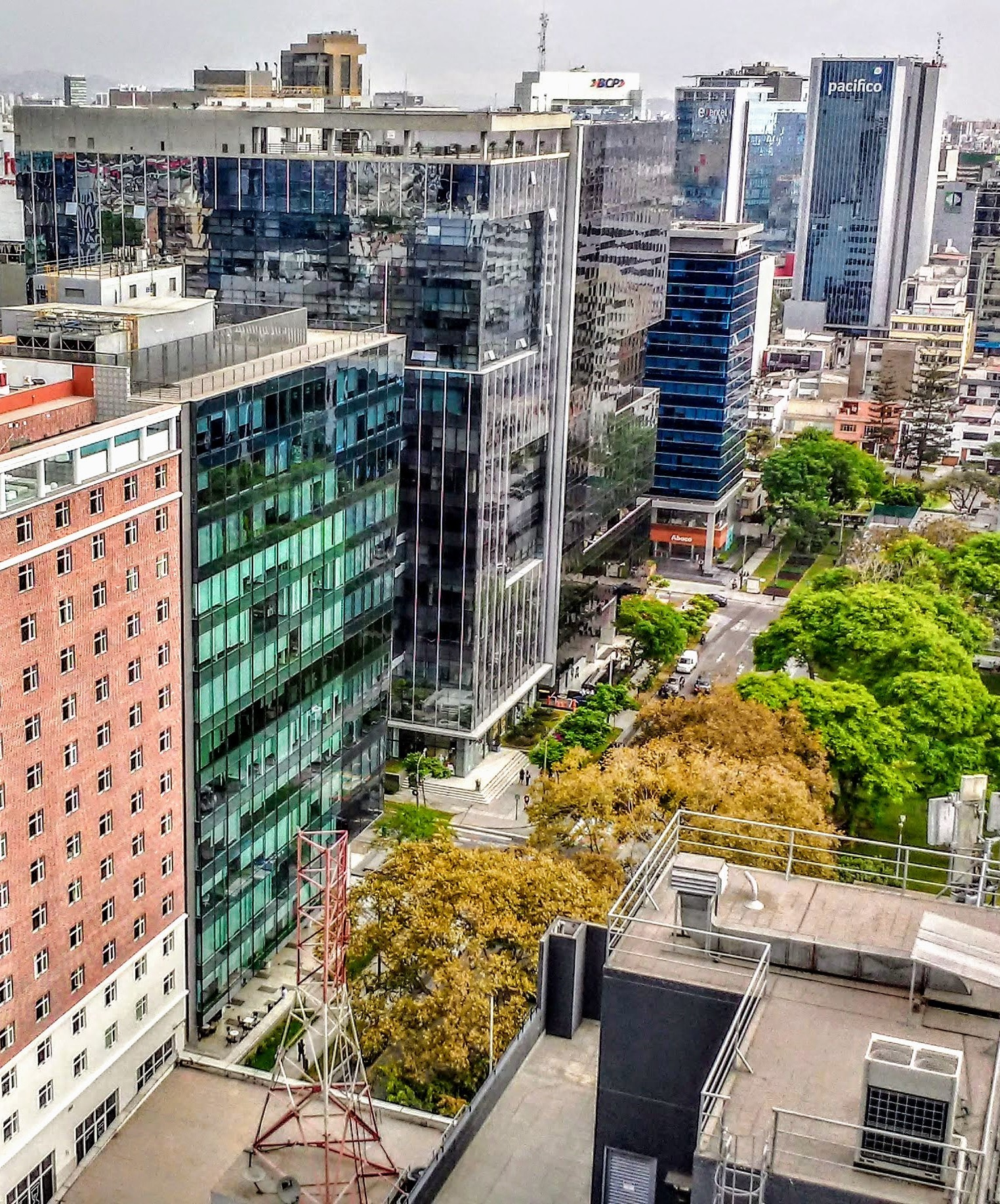
利馬金融區

受歐洲、安第斯、非洲、殖民歷史與移民潮所影響，利馬是一個民族文化融合大熔爐城市，其中利馬的建築融合了多種風格，如西班牙殖民地主義、新古典主義和新藝術等。其中許多作品也受到法國建築風格的影響。目前許多政府建築和主要文化機構都是在這一時期建造的。
在1960年代，由於胡安·貝拉斯科·阿爾瓦拉多帶領的軍政府從政的嚴肅風氣，因此利馬開始出現不修邊幅的粗獷主義建築，這風格的例子包括國家博物館和國防部。而在21世紀初，因經濟發展，大批的摩天大樓也開始在利馬金融區建造，近年來，利馬的與卡亞俄附近的海域（如巴諾米諾馬海島）因是海獅的重要棲息地，也吸引了不少的觀光客來訪。

### 語言
利馬的西班牙語被稱為秘魯海岸西班牙語，其特點是缺乏許多其他西班牙語地區的強烈語調。它深受卡斯蒂利亚西班牙語的影響。因為在過去的殖民時期，居住在利馬的大多數西班牙貴族都是來自於卡斯蒂利亞地區，與其他西班牙裔美洲國家不同，秘魯海岸西班牙語的另一個特點是缺乏voseo。這是因為「voseo」主要由過去西班牙較低的社會經濟階層使用，這個社會群體直到殖民時代晚期才開始出現在利馬。
與其他拉丁美洲口音相比，秘魯海岸西班牙語以其清晰度而著稱，並受到包括意大利人、安達盧西亞人、西非人、中國人和日本人在內移民群體的影響。

### 博物館
利馬是該國最集中的博物館所在地，最著名的是國家博物館、秘魯歷史博物館、藝術博物館、佩德羅德奧斯馬博物館、自然歷史博物館、國家博物館、薩拉博物館、意大利藝術博物館、黃金博物館等。這些博物館專注於藝術、前哥倫布時期與印加文化、自然歷史、科學和宗教的文化資產，而在意大利藝術博物館則展示殖民時期期間的歐洲藝術。

### 體育
利馬擁有許多足球、高爾夫、排球和籃球運動場館，其中該城最流行的一項運動為「Paleta Frontón」，這是一種於利馬發明，類似於壁球的球拍運動。此外這座城市擁有七個國際級高爾夫球場，紀念碑球場位於阿特區，這是南美洲最大的體育場。 
馬術在利馬很受歡迎，在利馬擁有私人俱樂部和Hipódromo de Monterrico賽馬場。

### 食物
利馬被譽為南美洲的美食之都，也是秘魯食物品種最豐富的城市，作為移民和西班牙總督轄區的中心，廚師們在此融合了征服者和移民浪潮帶來的菜餚，自20世紀以來，來自農村地區的國內移民也豐富當地的菜餚，著名食品包括克里奧爾食品、秘魯中餐，檸汁醃魚生和波洛阿拉布拉薩等。

## 古城
利馬共分為舊城、新城兩部分。舊城區位於城市北部，臨近里馬克河，街道自西北向東南伸展，是秘魯當前最重要的旅遊目的地。
在這個古城區中，保存包括了巨大的圣方济各修道院地下墓穴（Convento de San Francisco），和裝飾的五顏六色的武器广场（Plaza de Armas）、聖馬丁廣場（Plaza de San Martin）等區域。利馬歷史中心大部分建造的古跡可追溯到17和18世紀，在許多宗教和民用建築體現了巴洛克風格，是西班牙殖民與當地文化融合的建築藝術典範，最著名的例子包含的例子包括圣方济各圣殿与修院、利马主教座堂和托雷塔格莱宫，其中街廊間煙經過雕琢的大門和木雕陽臺也為利馬建築增添了華麗獨特的風格，而總督時期建造的許多公共工程也是重要的歷史古蹟，很大程度上保留了城市基礎的原始特徵。
在鄰近利馬的區域，則有巴恰卡馬遺址（Pachacamac），這是一個類似中國新疆絲路上的高昌故國遺址。

### 入選世界遺產
1988年，聯合國教科文組織宣布利馬的歷史中心為世界遺產，編號第500號，這是因為該城市的獨創性和建於殖民時期的歷史古蹟：
1. 利馬歷史中心見證了在拉丁美洲中，具有重要政治、經濟和文化重要性的西班牙殖民城市的歷史發展。代表了區域文化進程的傑出表現，保留了當時時代建築、技術、類型、美學、歷史的價值，同時材料在因應氣候、地震和社會需求也進行了調整。（文化遗产标准四）；

此外，利馬歷史中心也受到秘魯國家法律法規第28296號的國家文化遺產保護，當前歷史中心是由利馬市政府、里馬克區市政府、文化部共同負責管理。

## 行政区划
利马都会区由利马和卡亚俄周边地区组成，是秘鲁人口最密集的区域。
- 中心利马：包括布雷尼亚区、赫苏斯玛丽亚区、拉维多利亚区、里马克区、利马区、林塞区、滨海马格达莱纳区、米拉弗洛雷斯区、自由部落区、圣博尔哈区、圣伊西德罗区、巴兰科区、圣米格尔区、圣地亚哥德苏尔科区、苏尔基约区等区。

## 圖片

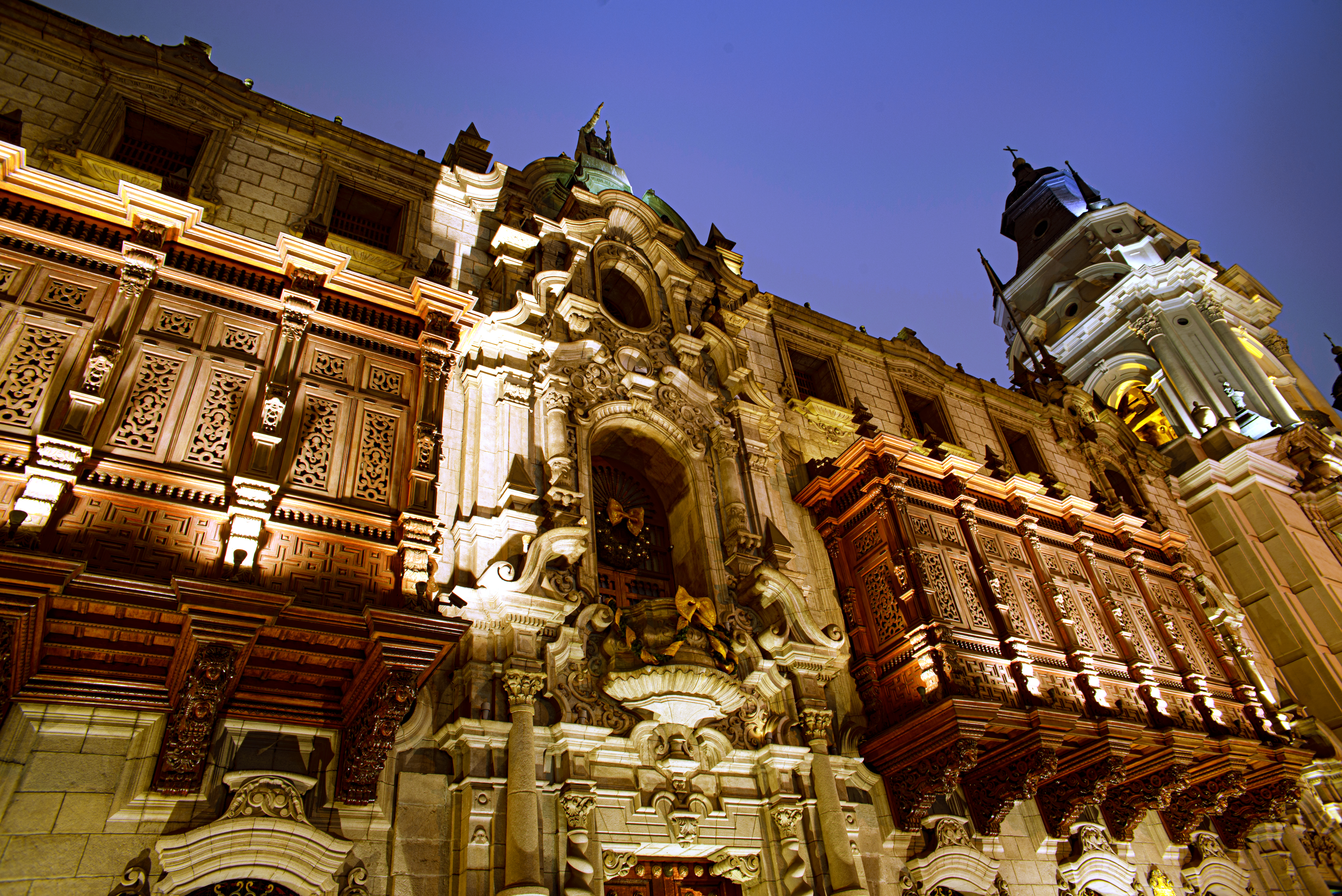
利馬總主教宮
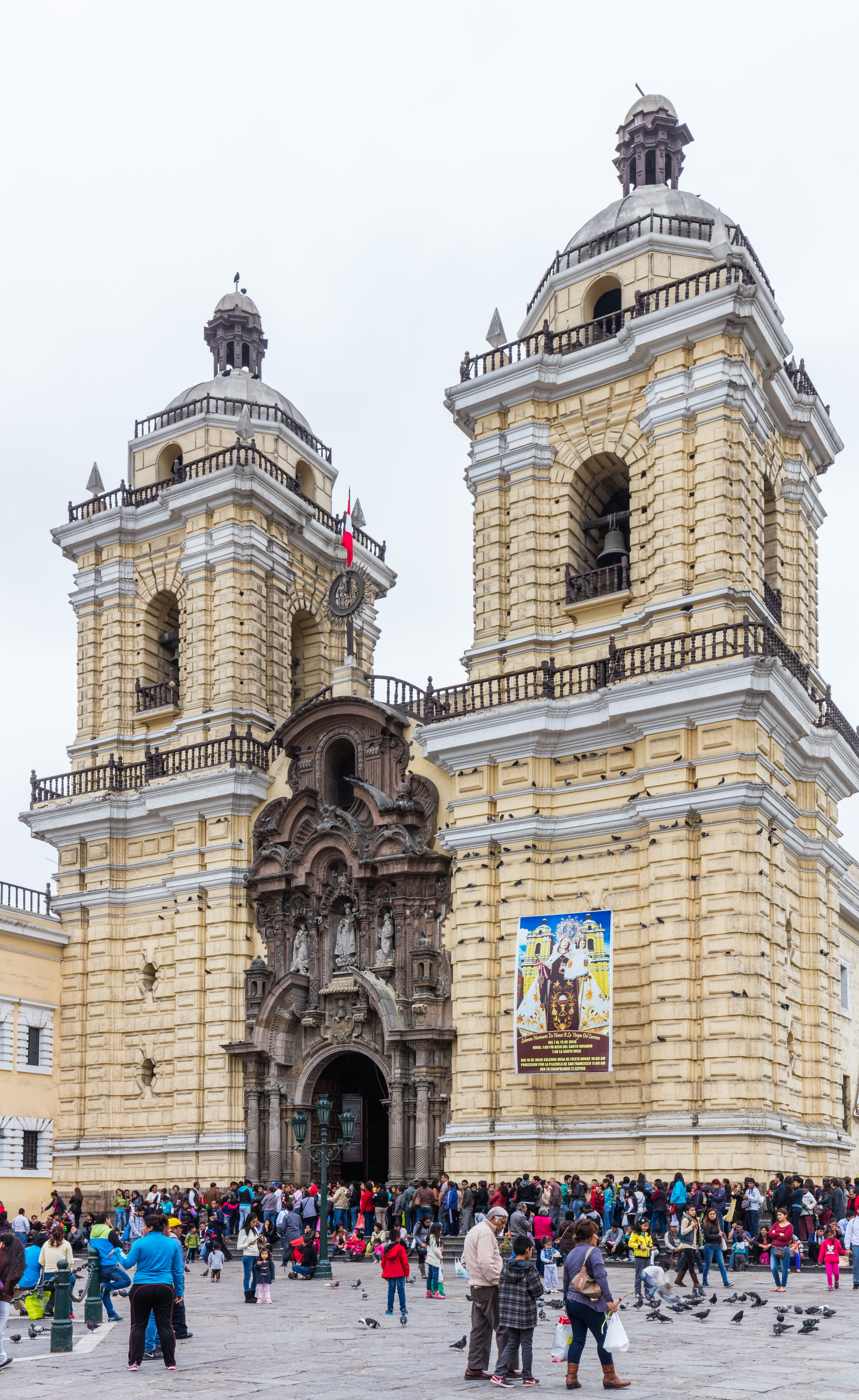
圣方济各圣殿与修院
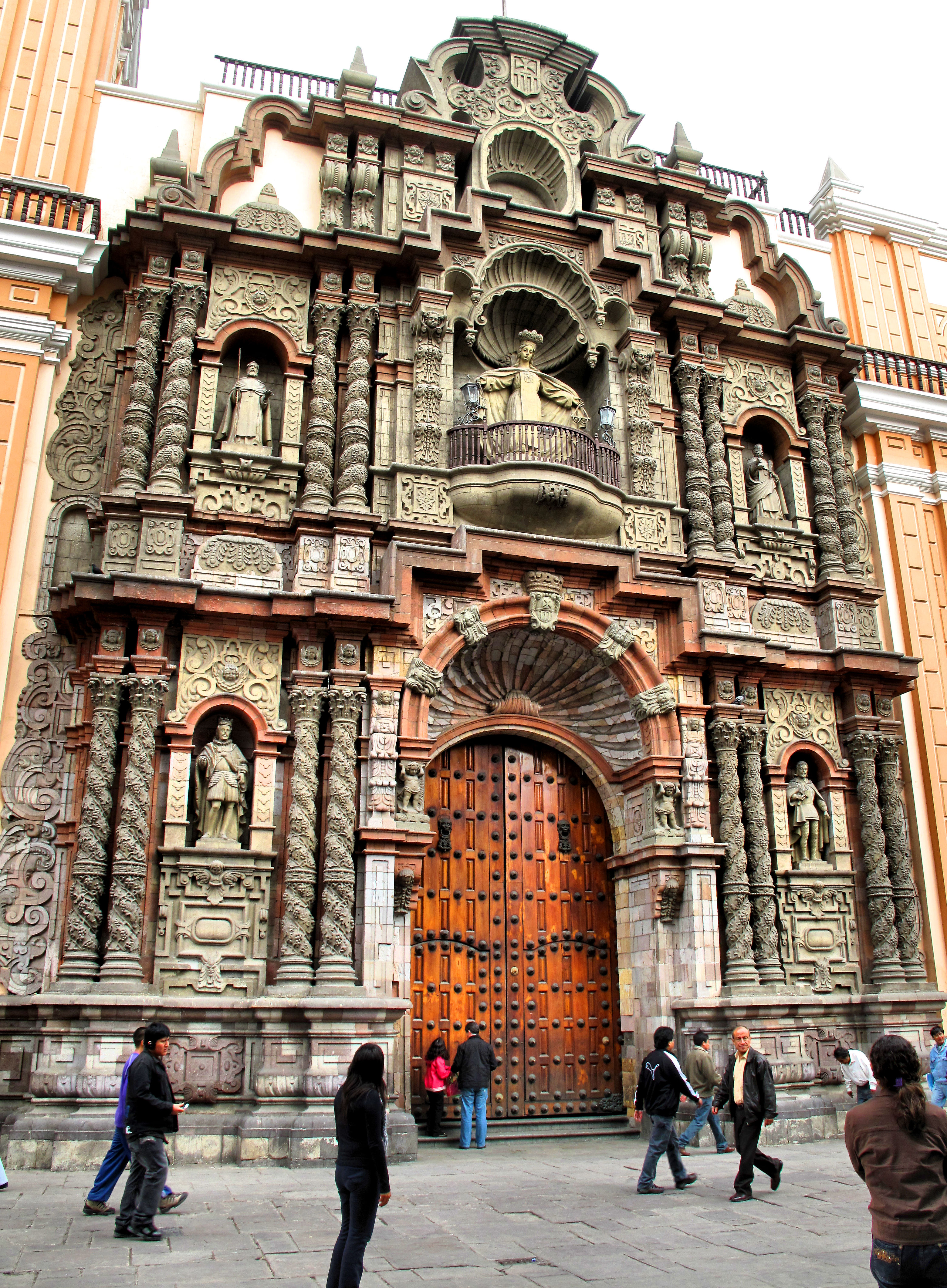
仁慈聖母聖殿
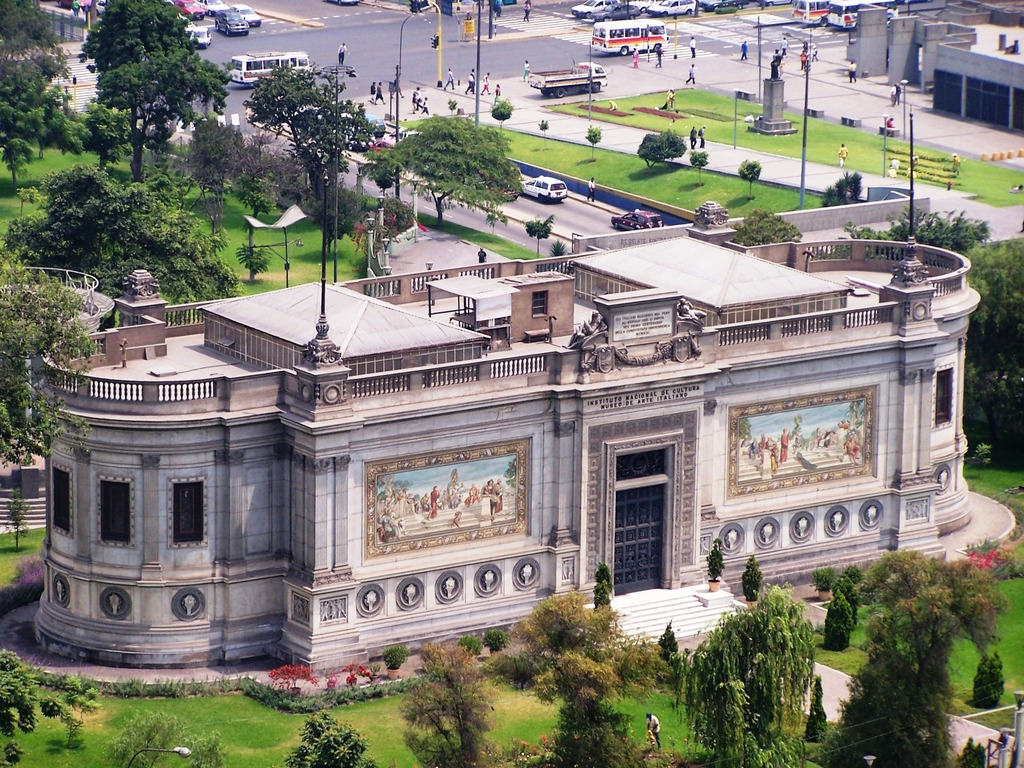
義大利藝術博物館

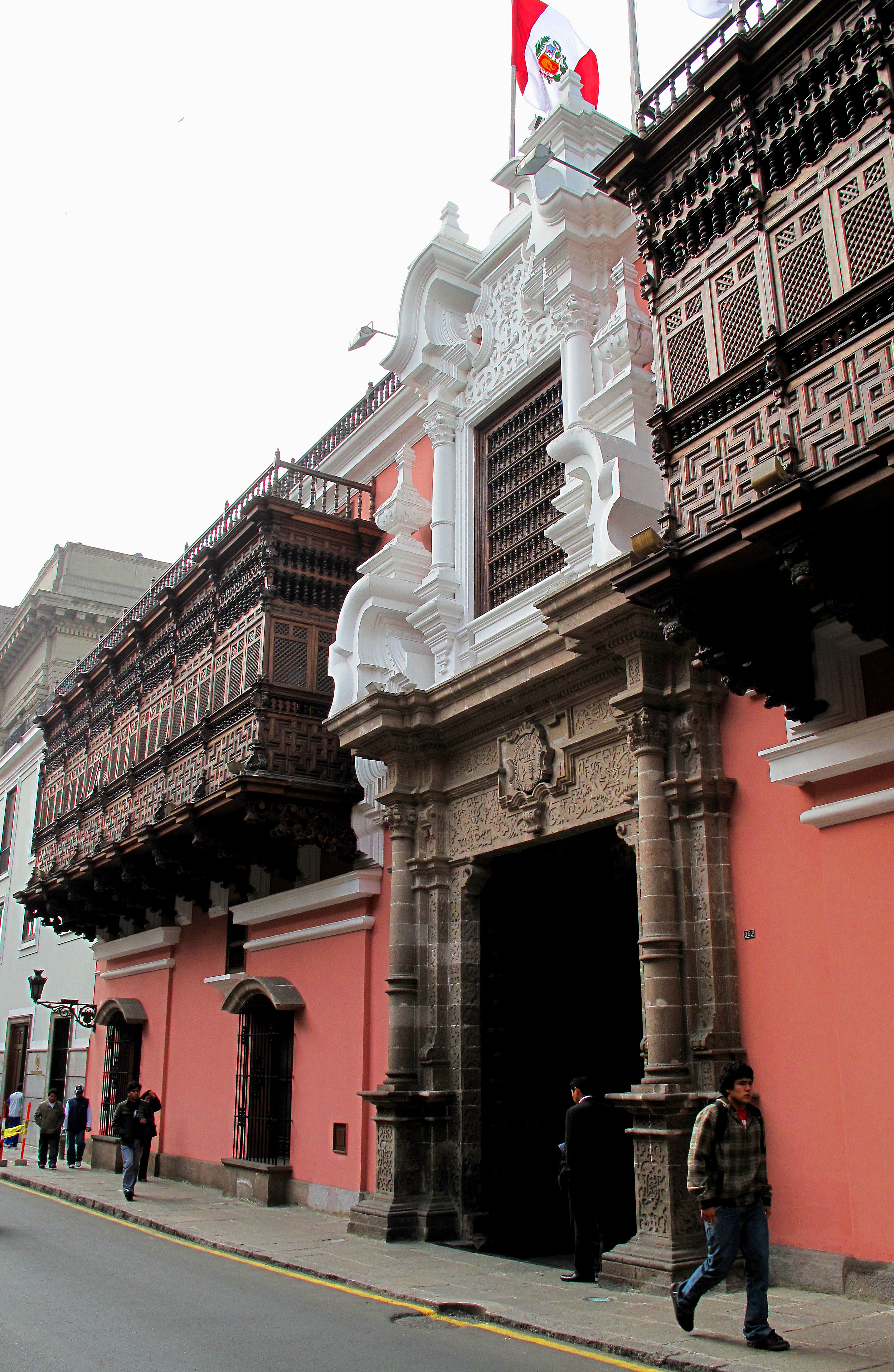
托雷塔格萊宮
聖馬丁廣場
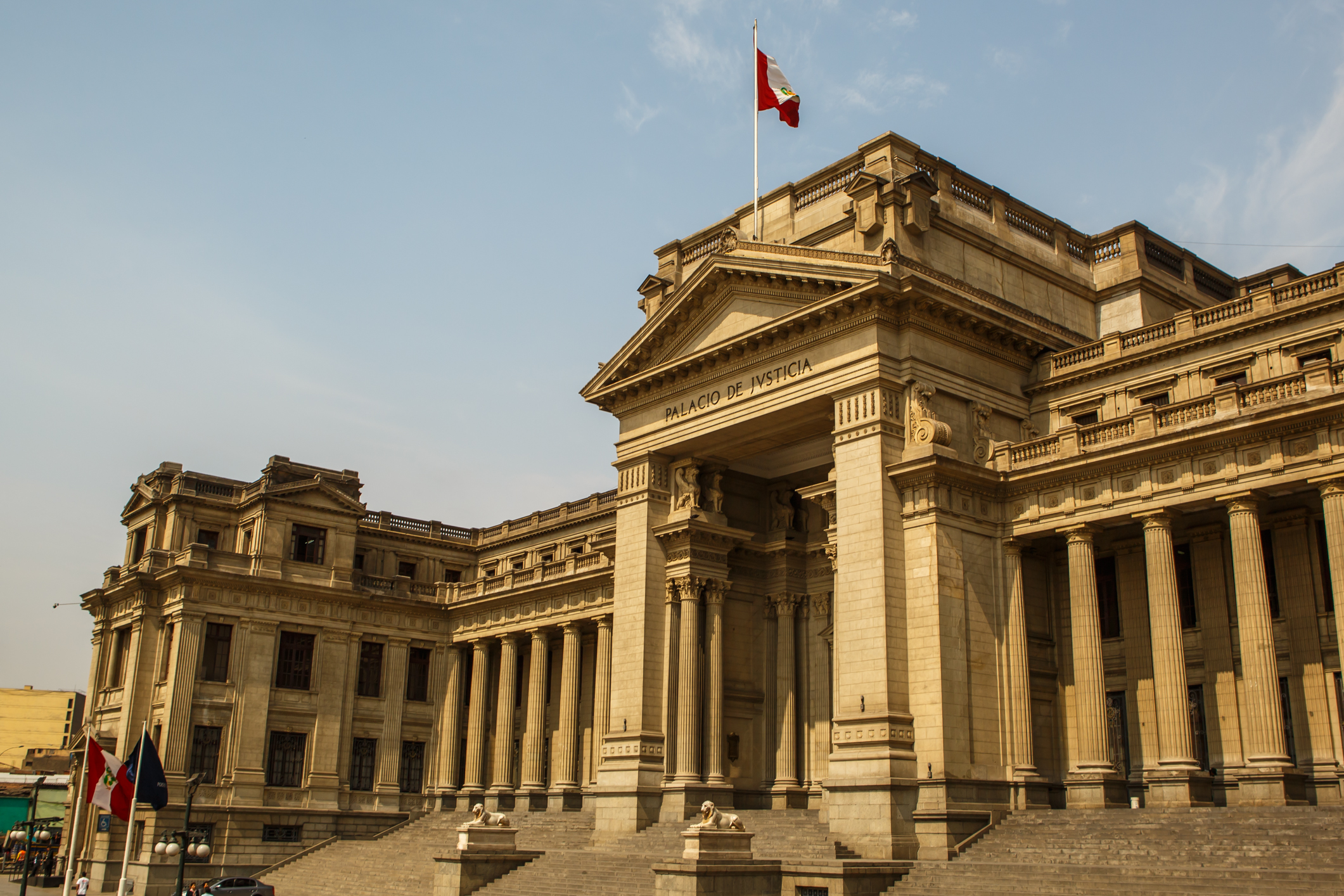
司法宮
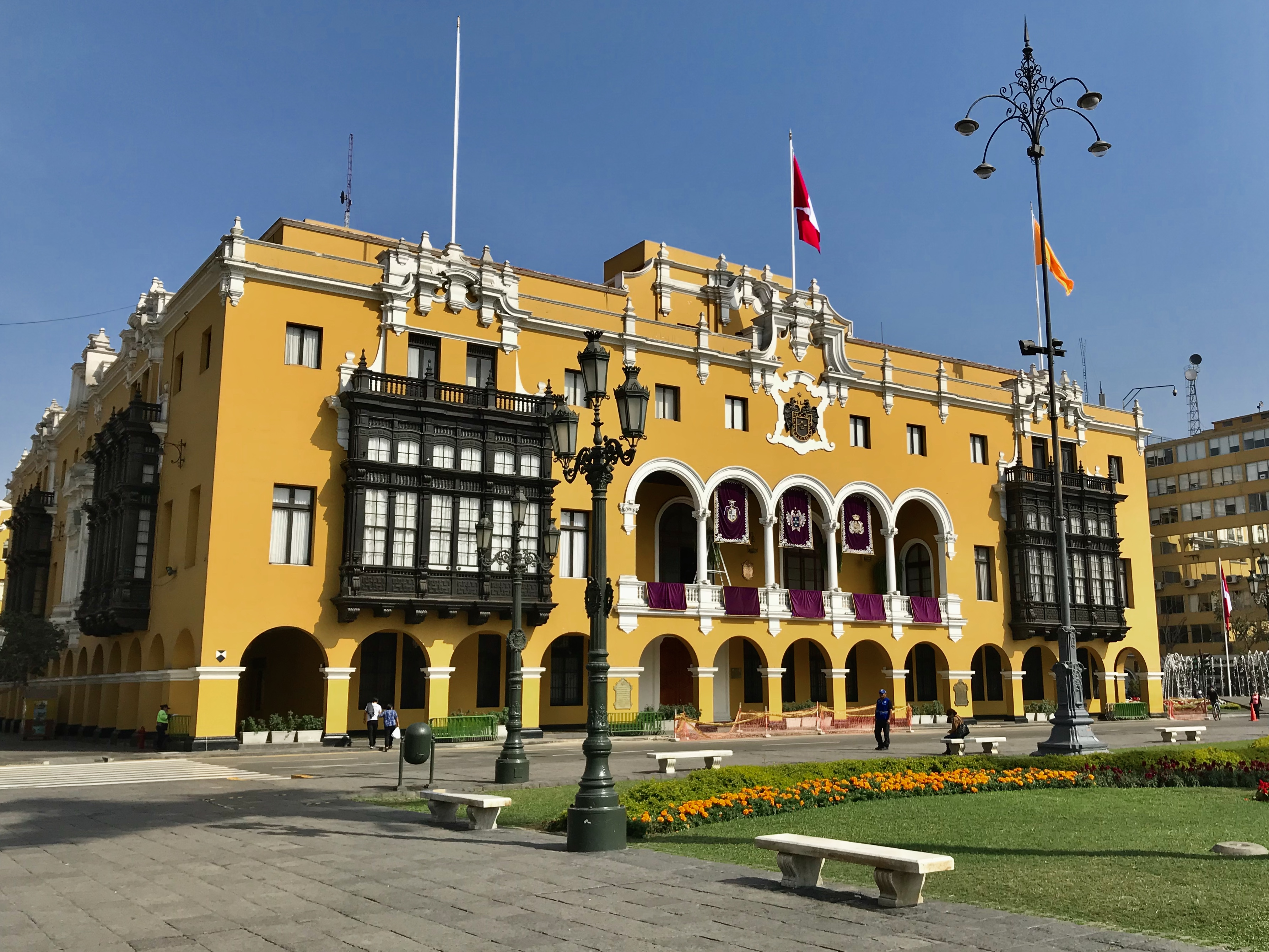
利馬市政廳

## 友好城市
- 中華人民共和國北京
- 委內瑞拉卡拉卡斯
- 法國波爾多
- 菲律賓馬尼拉
- 西班牙馬德里
- 墨西哥墨西哥城
- 美國洛杉磯
- 中華民國台北市